# Watsonarctia nigrata
Watsonarctia nigrata är en fjärilsart som beskrevs av O. Schultz 1905. Watsonarctia nigrata ingår i släktet Watsonarctia och familjen björnspinnare. Inga underarter finns listade i Catalogue of Life.